# Audi A7
Pour les articles homonymes, voir A7 et S7.
L'Audi A7, également appelée A7 Sportback, est un modèle produit par le constructeur automobile allemand Audi fin 2010. Une seconde génération est présentée fin 2017 et sortie en 2018.

## Première génération (type 4G) (2010-2018)
Présentée le 26 juillet 2010 à Munich, l'A7 permet à la marque de s'implanter sur le segment des « coupés quatre portes » de haut-de-gamme, sur lequel est déjà présent sa concurrente Mercedes-Benz avec sa CLS. L'A7 concurrence également, bien que moins directement, l'Aston Martin Rapide, la Porsche Panamera, ainsi que la BMW Série 6 Gran Coupé (F06).
Le dessin de la partie arrière de la voiture serait inspiré par l'Audi 100 Coupé S.
Au sein de la gamme Audi, elle se situe comme une « grande sœur » de l'A5 à mi-chemin entre l'Audi A6,  dont elle dérive, et la limousine Audi A8, à des tarifs oscillants entre 55 320€ et 103 000€, entre 105 540€ et 130 000€ pour la S7, et entre 134 340€ et plus de 175 000€ pour la RS7 et à partir de 142 940€ pour la RS7 Performance.

### Phase 2
Fin 2013, l'A7 est restylée.

### Phase 3
Pour 2016, Audi présente les versions remaniées des A6 et A7. Elles possèdent des éléments noirs brillants au niveau des entrées d'air et des grilles latérales, une poupe au dessin plus anguleux intégrant un bouclier redessiné et un nouveau diffuseur tandis que la version S Line reçoit une nouvelle calandre couleur noir mat avec des lamelles chromées.

### Motorisations
L'Audi A7 est proposée en début de commercialisation avec cinq motorisations :
- un V6 FSI (essence) de 3,0 litres de cylindrée développant 204 ch et 280 N m de couple ;
- un V6 TFSI (essence) de 3,0 litres de cylindrée développant 300 ch et 440 N m de couple ;
- un V6 TDI (diesel) de 3,0 litres de cylindrée développant 204 ch et 400 N m de couple ;
- un V6 TDI (diesel) de 3,0 litres de cylindrée développant 245 ch et 500 N m de couple.
- un V6 BiTDI (diesel) de 3,0 litres de cylindrée développant 313 ch et 650 N m de couple.
- un V8 TFSI (essence) de 4,0 litres de cylindrée développant 420 ch et 550 N m de couple équipant la version S7.
- un V8 TFSI (essence) de 4,0 litres de cylindrée développant 560 ch et 700 N m de couple équipant la version RS7[3].
- un V8 TFSI (essence) de 4,0 litres de cylindrée développant 605 ch et 750 N m de couple équipant la version RS7 Performance.

## Seconde génération (type 4K) (2018-2025)
Présentée à la presse le 19 octobre 2017 à Ingolstadt, puis exposée le 1er décembre 2017 au salon de l'automobile de Los Angeles aux États-Unis, l'Audi A7 II est une grande berline de luxe qui se présente sous la forme d'un grand coupé 5 portes. Elle est commercialisée à partir de février 2018.
La A7 est restylée courant 2023.